# Magdalena Kollefrath

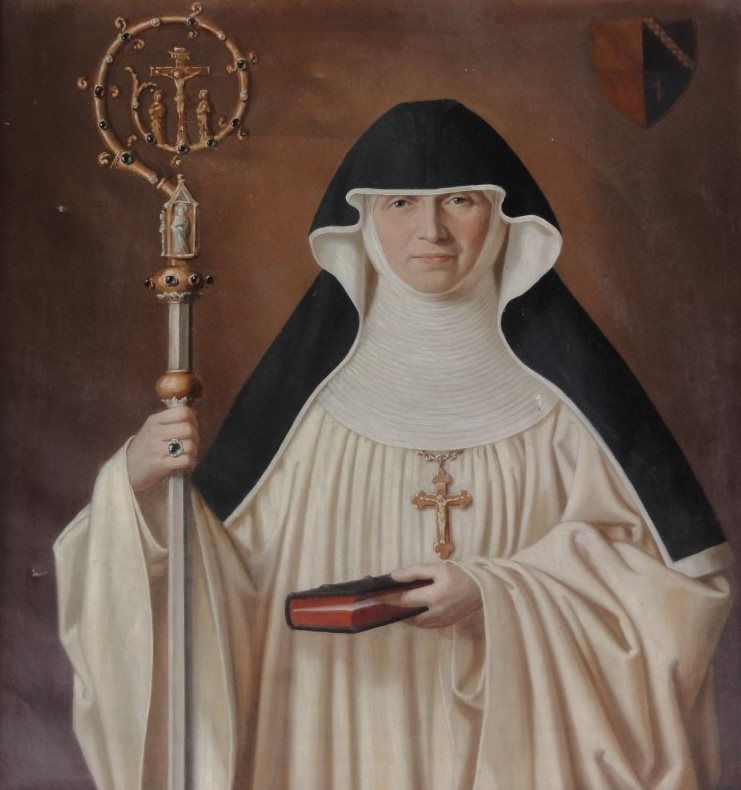
Maria Magdalena Kollefrath

Magdalena Kollefrath (Taufname Richardis) OCist (* 20. Dezember 1841 in Hügelsheim; † 18. Januar 1909 in Lichtental) war eine deutsche Zisterzienserin und von 1880 bis 1909 Äbtissin des Zisterzienser-Klosters Lichtenthal.

## Leben
Maria Magdalena Kollefrath war die Tochter des Zollverwalters Johann Baptist Kollefrath. Als 15-Jährige trat sie am 8. Juli 1857 noch unter ihrem Taufnamen Richardis Kollefrath während der Regentschaft von Äbtissin Amalia Trenkle in das Kloster Lichtenthal ein. Sie hatte noch einen Bruder Augustin Kollefrath der später Pfarrer in Wyhl am Kaiserstuhl wurde. Ihre Profess legte sie am 26. August 1861 ab. In der Klosterschule war sie 19 Jahre lang als Lehrerin tätig, bevor sie nach dem Tod der Vorgängeräbtissin Aloysia Schreiber am 24. Mai 1880 zur 40. Äbtissin des Klosters Lichtenthal gewählt wurde. Die Benediktion erfolgte durch den Freiburger Weihbischof Lothar von Kübel am 24. Juni 1880.
Da dem Kloster Lichtenthal als mögliche Folge des Kulturkampfes eine Aufhebung drohte, hatte bereits Äbtissin Sophia die Eröffnung einer weiteren Niederlassung im Ausland erwogen. Die Filiale sollte zum einen als Zufluchtsstätte im Falle der Auflösung des Mutterhauses dienen und zum anderen als Noviziatshaus dazu beitragen einem aufgekommenen Mangel an Novizinnen entgegenzuwirken. Nach einem Hinweis, das in St. Pauls (Eppan) der sogenannte „Bloshof“ (bzw. „Bloashof“) zum Verkauf stehen würde, trat Äbtissin Magdalena mit der mit ihr befreundeten Generaloberin der Kreuzschwestern in Ingenbohl Mutter Maria Theresia Scherer in Kontakt. Am 17. April 1883 reiste Äbtissin Magdalena schließlich nach Bozen, wo sie am 21. April 1883 den Kaufvertrag über den Erwerb des Bloshofes unterzeichnete. Als Gründungsdatum des Klosters gilt der 1. Mai 1883, als es mit Schwestern besiedelt wurde. Es ist der Tag, an dem erstmals in den alten Gebäuden das gemeinsame Chorgebet gesungen wurde.
Äbtissin Magdalena Kollefrath und die Schwestern nannten den Bloshof zunächst noch St. Josefs Kloster, was sie aber am 8. September 1887 in Mariengarten änderten, als dort in einem Nebengebäude mit provisorischer Genehmigung des k. k. Unterrichtsministeriums eine Mädchenschule bzw. ein Pensionat mit dem Titel „Privat-, Lehr- und Erziehungsanstalt“ eingerichtet wurde. Als Präfektin für das Pensionat wurde Aloisia Lang von Äbtissin Magdalena bestimmt, Xaveria Vivell wurde Priorin, und ließ den Gutshof weisungesgemäß umbauen. Sowohl Pensionat als auch Kloster erhielten ab diesem Zeitpunkt den Namen Mariengarten.
1894 begann Äbtissin Magdalena Verhandlungen aufzunehmen, um damit eine Eigenständigkeit der Gründung Mariengartens zu erreichen. Aus diesem Grund kontaktierte sie den Abt von Mehrerau sowie den Fürstbischof von Trient Eugenio Carlo Valussi. Letzterer erkannte, dass Mariengarten als kanonisches Kloster zu errichten sei. Ein dementsprechendes Dekret wurde am 11. Februar 1898 ausgefertigt und Kloster Mariengarten der Jurisdiktion des Fürstbischofs von Trient unterstellt. Um Ausgleich bemüht schlossen beide Ordinate einen Vergleich ab, bei welchem der Konvent von Mariengarten sich verpflichtete den Lichtenthaler Anteil in jährlichen Raten zurück zu bezahlen. Des Weiteren verpflichtete sich Mariengarten Mitglieder des Lichtenthaler Konvents im Falle einer Ausweisung durch den badischen Staat bei sich Refugium zu gewähren. Mariengarten entwickelte sich rasch sehr gut und konnte bereits am 26. Januar 1904 eine eigene Kirche weihen lassen.
Im Jahr 1900 wurde Lichtenthal während der Amtszeit von Äbtissin Magdalena der Wunsch der Wiedereingliederung in den Zisterzienserorden gewährt. Einem entsprechenden Gesuch das der Freiburger Erzbischof Thomas Nörber in Rom bei Papst Leo XIII. eingereicht hatte, wurde am 2. April 1900 stattgegeben. In juristischer Hinsicht blieb das Kloster allerdings weiter vom Orden getrennt und wurde dem Freiburger Erzbischof unterstellt, was allerdings seit der Säkularisation ohnehin schon der Fall war. Auf besondere Instandhaltung im eigenen Kloster bedacht ließ sie im Kloster über dem eigentlichen Frauenchor einen beheizbaren Winterchor erstellen sowie das Kloster renovieren und die Bemalung erneuern. Als in Musik und Gesang erfahren, galt ihre weitere Aufmerksamkeit der Hebung und Pflege des liturgischen Gesangs. Nach langer Krankheit starb Äbtissin Magdalena Kollefrath am 18. Januar 1909. Ihre Nachfolgerin im Amt als Äbtissin des Klosters Lichtenthal wurde die am 9. Februar 1909 gewählte Gertrudis Molz.